# 공공투자관리센터
공공투자관리센터(Public and Private Infrastructure Investment Management Center ; PIMAC)는 사회기반시설에 대한 투자의 검토, 사업타당성의 분석, 사업계획의 평가 등의 지원업무를 종합적으로 수행하기 위하여 설립된 대한민국 국무조정실 산하 경제인문사회연구회 한국개발연구원 부설기관이다. 2005년 국토연구원 부설 민간투자지원센터와 통합하였다. 세종특별자치시 길재길15 (반곡동 203-40)에 소재하고 있다.

## 설립 근거
- 사회기반시설에 대한 민간투자법[5]

## 연혁

### 민간투자지원센터
- 1998년 8월 '인프라시설에 대한 민자유치 종합대책'수립
- 1998년 12월 '사회간접자본시설에 대한 민간투자법'공포
- 1999년 4월 국토연구원 민간투자지원센터 설립, 초대 이규방 소장 취임
- 2003년 2월 제2대 김흥수 소장 취임
- 2004년 9월 PPP(민간투자사업)에 관한 국제세미나 개최

### 공공투자관리센터
- 1999년 5월 예산회계법령 시행령 제9조 2 예비타당성조사 도입
- 2001년 1월 공공투자관리센터 설립. 초대 김재형 소장 취임
- 2002년 1월 타당성재검증조사 수행
- 2003년 8월 제2대 심상달 소장 취임

### 공공투자관리센터 (통합기관)
- 2005년 1월 국토연구원 민간투자지원센터 통합(법률 제7386호) 한국개발연구원 부설 공공투자관리센터 발족.[6] 초대 전홍택 소장 취임
- 2005년 1월 임대형민간투자사업 BTL 유형 추가 및 적격성조사(제안서검토) 제도 도입
- 2006년 4월 김재형 소장 취임
- 2007년 10월 2007 아시아·태평양 민간투자 장관회의
- 2007년 12월 자금재조달 검토 도입
- 2008년 2월 국가재정법 및 시행령에 예비타당성조사 및 타당성재조사 제도
- 2011년 1월 공공기관 예비타당성 수행
- 2012년 2월 박현 소장 취임
- 2013년 7월 김강수 소장 취임[7]
- 2016년 3월 김기완 소장 취임

## 조직

### 공공투자관리센터 소장

#### 재정투자평가실
- 예비타당성조사1팀
- 예비타당성조사2팀
- 타당성재조사팀

#### 민간투자지원실
- 사업조사팀
- 사업지원팀
- 사업관리팀

#### 공공투자정책실
- 공공투자정책팀
- 공공기관사업팀
- 조세지출평가팀

## 같이 보기
- 예비타당성조사